# Mylène Djihony
Pour les articles homonymes, voir Mylène.
Mylène Djihony, née le 11 janvier 1998, est une reine de beauté ivoirienne. Elle est élue Miss Côte d'Ivoire 2023 dans la nuit du 1er au 2 juillet 2023.

## Biographie
Mylène Djihony, née en 1998, est ivoirienne. Elle est titulaire d'un bachelor 3 en communication et âgée de 25 ans, est élue dans la nuit de samedi à dimanche à Abidjan, Miss Côte d'ivoire 2023 à l'issue de la 27e édition du prestigieux concours de beauté Miss Côte d'Ivoire,.
Elle sombre dans la dépression après la mort de sa mère. Il lui a fallu des années pour pouvoir reprendre confiance en elle.

## Parcours de miss
Elle est d’abord désignée miss de la région du N’zi 2023 avant d'être élue Miss Côte d'Ivoire 2023 en remplacement de Marlène Kouassi le 2 juillet 2022 au Sofitel Hôtel Ivoire d'Abidjan, portant le brassard n° 15. Elle participe également à Miss World 2024 mais ne parvient pas à franchir le top 40 de Miss Monde 2024.